# Конажев (Ленчицький повіт)
Конажев (пол. Konarzew) — село в Польщі, у гміні Пйонтек Ленчицького повіту Лодзинського воєводства.
Населення — 196 осіб (2011).
У 1975-1998 роках село належало до Плоцького воєводства.

## Демографія
Демографічна структура станом на 31 березня 2011 року:
|          | Загалом | Допрацездатний вік | Працездатний вік | Постпрацездатний вік |
| -------- | ------- | ------------------ | ---------------- | -------------------- |
| Чоловіки | 98      | 24                 | 62               | 12                   |
| Жінки    | 98      | 22                 | 47               | 29                   |
| Разом    | 196     | 46                 | 109              | 41                   |